# Équipe de Croatie de rugby à XV
L'équipe de Croatie de rugby à XV rassemble les meilleurs joueurs de rugby à XV de Croatie. Elle évolue en Trophée européen, le deuxième niveau des compétitions organisées par Rugby Europe. 
La Croatie ne s'est jamais qualifiée pour la Coupe du monde.

## Historique

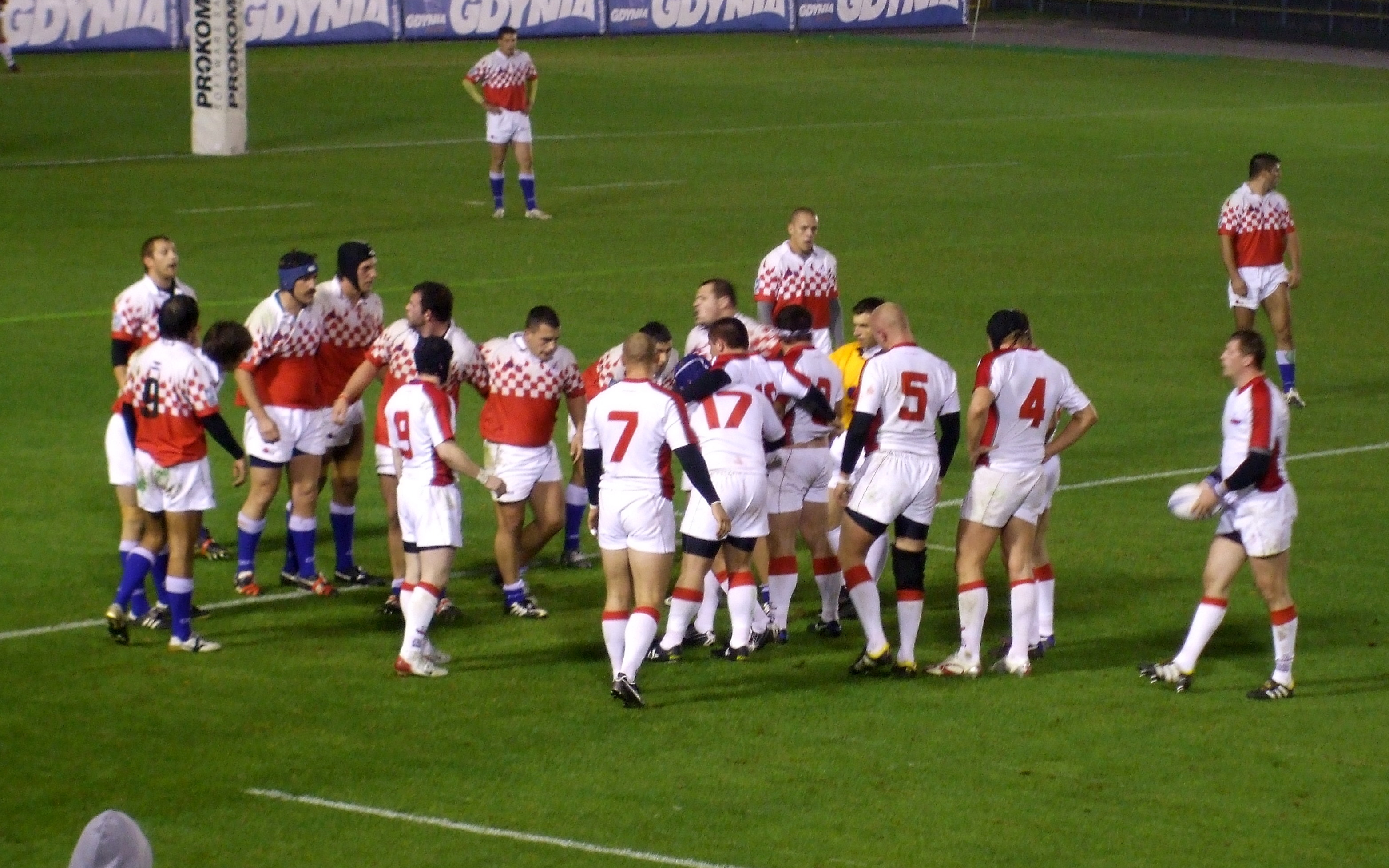
La Croatie (avec le damier rouge et blanc), ici face à la Pologne en 2007.

L'équipe nationale croate joue son premier test-match officiel en mai 1993, affrontant la Hongrie.

## Palmarès en championnat d'Europe
- - 2011 : 5e et dernier de la division 2A
  - 2012 : 4e de la division 2A
  - 2013 : 3e de la division 2A
  - 2014 : 5e et dernier de la division 2A
  - 2015 : 4e de la division 2A
  - 2016 : 3e de la division 2A
  - 2017 : 3e de la Conférence 1 Sud
  - 2018 : 2e de la Conférence 1 Sud (champion : Malte)
  - 2019 : 2e de la Conférence 1 Sud (champion : Malte)
  - 2020 : 2e de la Conférence 1 Sud (champion : Malte)
  - 2021 : compétition annulée à cause la pandémie de covid-19
  - 2022 : champion de la Conférence 1 Sud (promotion en Trophée européen)
  - 2023 : 5e et dernier du Trophée européen